# Antwerp Port Epic
A Antwerp Port Epic é uma corrida de ciclismo de estrada profissional de um dia que se realiza em Bélgica, foi criada no 2018 e recebeu a categoria 1.1 dentro dos Circuitos Continentais da UCI fazendo parte do UCI Europe Tour.

## Palmarés
| Ano  | Vencedor                 | Segundo            | Terceiro            |
| ---- | ------------------------ | ------------------ | ------------------- |
| 2018 | Guillaume Van Keirsbulck | Aksel Nõmmela      | Taco van der Hoorn  |
| 2019 | Aimé De Gendt            | Tim Merlier        | Timothy Dupont      |
| 2020 | Gianni Vermeersch        | Stan Dewulf        | Baptiste Planckaert |
| 2021 | Mathieu van der Poel     | Taco van der Hoorn | Tim Merlier         |
| 2022 | Florian Vermeersch       | Gianni Vermeersch  | Thibau Nys          |
| 2023 | Dries De Bondt           | Timo Kielich       | Quinten Hermans     |
| 2024 | Alexander Kristoff       | Émilien Jeannière  | Oded Kogut          |

## Palmarés por países
| País    | Vitórias |
| ------- | -------- |
| Bélgica | 3        |